# Володар Василькович
Володар Василькович або Володимир Василькович або Володша  (? — 1186) — князь Ізяславський, син князя Полоцького і Вітебського Василька Святославича.

## Біографія
Володар Василькович молодший з синів Полоцького князя Василька Святославича, відомий більше під ім'ям "Володша". 
Коли його брат Брячислав Василькович отримав 1158 року від Полоцького князя Рогволода Борисовича місто Заславль в уділ, той володів ним спільно з братом Володшею. 
Мінські князі Глібовичі обложили Заславль і схопили братів й перевезли до Мінська. Володшу посадили "в поруб", а Брячислава тримали закутим в окови. 
Рогволод 1160 р. осадив Мінськ й звільнив братів. 
У 1162 році разом з іншими Полоцькими князями ходив на Дорогобузького князя Володимира Мстиславича на Слуцьк. 
Ходив 1180 на Друцьк на допомогу Київському князю Святославу Всеволодичу, відзначився в боях проти смоленських Ростиславичів.
Свого уділу не мав. Про дружину і дітей нічого не відомо.